# Arizona (banda)
A R I Z O N A es una banda de rock y electropop oriunda de Nueva Jersey que actualmente está bajo la discográfica Atlantic Records. El álbum debut de la banda se tituló GALLERY y fue lanzado el 27 de mayo de 2017, alcanzado la cuarta posición en la lista Top Heatseekers, el número #24 en la lista de música alternativa de Estados Unidos, y el # 143 en la Billboard 200.

## Historia
Los miembros de la banda Zachary Charles, Nate Esquite y David Labuguen se reunieron en Boston mientras asistían al Berklee College of Music y Emerson College. Durante la universidad, los tres comenzaron a trabajar por separado como compositores y productores, antes de eventualmente regresar a su estado natal, Nueva Jersey. Comenzaron a hacer música juntos en 2015 y fueron descubiertos por el ahora gerente Jake Posner en Reddit.
A R I Z O N A firmó con Atlantic Records a través de Mike Caren en 2016. La banda lanzó varios sencillos ese año, tales como "I Was Wrong", "Oceans Away" y "Cross My Mind". Robin Schulz produjo la remezcla oficial de "I Was Wrong", y en agosto de 2016, la canción ya acumulaba cerca de 16 millones de strems. El remix de Robin Schulz también apareció en el Hot Dance/Electronic Songs de Billboard durante 9 semanas.
En 2017, la banda viajó y abrió conciertos para Kevin Garrett y, más adelante a COIN. En marzo, su sencillo, "Oceans Away", había cosechado 35,8 millones de reproducciones en Spotify. El 19 de mayo de 2017, la banda lanzó su álbum de estudio debut, GALLERY, a través de Atlantic Records. El álbum alcanzó el puesto #143 en el Billboard 200. A R I Z O N A también ha tocado en varios festivales incluyendo South by Southwest, el Governors Ball Music Festival y el Festival de Música Firefly. También está programado que se presente en Lollapalooza en agosto de 2017 antes de embarcarse en una gira por América del Norte.

## Discografía

### Álbumes de estudio
| GALLERY                                                                                             | - Lanzamiento: 19 de mayo de 2017 - Discográfica: Atlantic Records - Formato: CD, descarga digital | 143 | 4 | 24 |
| "—" denota que el álbum no figuró en las listas de popularidad o no fue lanzado en aquel territorio | |     |   |    |

### Sencillos
| "I Was Wrong"                                          | 2016 | — | 50 | —  | GALLERY       |
| "I Was Wrong" (Robin Schulz remix)                     | 2016 | — | —  | 35 | No disponible |
| "—" denota que la grabación no figuró en aquella lista |      |   |    |    |               |